# Bear Creek (Teksas)
Bear Creek – wieś w Stanach Zjednoczonych, w stanie Teksas, w hrabstwie Hays.